# Jose Sebastian Thekkumcherikunnel
Jose Sebastian Thekkumcherikunnel (* 24. Dezember 1962 in Kalaketty, Kerala) ist ein indischer römisch-katholischer Geistlicher und Bischof von Jalandhar.

## Leben
Jose Sebastian Thekkumcherikunnel studierte Philosophie und Theologie am interdiözesanen Priesterseminar St. Charles in Nagpur. Am 1. Mai 1991 empfing er durch Bischof Symphorian Thomas Keeprath OFMCap das Sakrament der Priesterweihe für das Bistum Jalandhar.
Nach der Priesterweihe war er bis 2002 in der Pfarrseelsorge und zeitweise als Lehrer am Knabenseminar in Amritsar tätig. Von 1996 bis 2002 war er zudem Schulleiter und Dekan in Amritsar. Daneben gehörte er der diözesanen Bildungskommission, dem Priesterrat und dem Diözesanteam der Charismatischen Bewegung an. Von 2002 bis 2004 studierte er in Rom Kanonisches Recht an der Päpstlichen Universität Urbaniana und erwarb das Lizenziat. Von 2005 bis 2007 war er Vizekanzler des Bistums Jalandhar, Ehebandverteidiger und Direktor für die Katechese. Bis 2009 war er anschließend Kanzler und Offizial des Bistums sowie Dozent am regionalen Priesterseminar Holy Trinity  in Jalandhar. Außerdem gehörte er dem Konsultorenkollegium und dem Verwaltungsrat des Priesterseminars an. Am selben Priesterseminar leitete er von 2009 bis 2015 den Bereich Theologie. Anschließend lehrte er hier bis 2019 als Gastdozent und war erneut Kanzler und Offizial. Von 2017 bis 2023 war er Schulleiter in Lambapind und von 2020 bis 2022 zudem Ehebandverteidiger und Kirchenanwalt sowie Dompfarrer an der Kathedrale von Jalandhar. Ab 2022 war er Diözesanökonom und Pfarrer sowie Schulleiter in Phagwara.
Papst Leo XIV. ernannte ihn am 7. Juni 2025 zum Bischof von Jalandhar. Der Erzbischof von Delhi, Anil Couto, spendete ihm am 12. Juli desselben Jahres auf dem Kampus des Trinity College in Jalandhar die Bischofsweihe. Mitkonsekratoren waren der emeritierte Weihbischof in Bombay, Agnelo Rufino Gracias, der das Bistum Jalandhar seit 2018 als Apostolischer Administrator verwaltet hatte, und der syro-malabarische Bischof von Ujjain, Sebastian Vadakel MSTA.